# Каварцере
Кава̀рцере (на италиански и на венециански: Cavarzere) е град и община в Северна Италия, провинция Венеция, регион Венето. Разположен е на 4 m надморска височина. Населението на общината е 14 404 души (към 2014 г.).